# إليسا هيبوليتو
إليسا هيبوليتو (بالإسبانية: Elisa Hipólito)‏ هي مغنية وراقصة وممثلة إسبانية، ولدت يوم 11 أبريل 2002 في مدريد في إسبانيا.

## روابط خارجية
- إليسا هيبوليتو على موقع IMDb (الإنجليزية)